# Frank Lobos
Frank Lobos (ur. 25 września 1976) – chilijski piłkarz występujący na pozycji pomocnika.

## Kariera piłkarska
Od 1992 do 2006 roku występował w Colo-Colo, Unión La Calera, Deportes Concepción, Racing de Ferrol, Mito HollyHock i CR Vasco da Gama.